# 한국국제보건의료재단
한국국제보건의료재단(韓國國際保健醫療財團, Korea Foundation for International Healthcare)은 개발도상국, 북한, 재외동포 및 외국인근로자등에게 높은 전문성이 요구되는 보건의료 지원사업을 수행하는 기관이며, 이를 통하여 국제협력증진과 인도주의 실현에 기여하고자 한국국제보건의료재단법에 의거 2004년에 설립된 정부출연기관으로 보건복지부 소관의 특수법인, 기타공공기관이다. 소재지는 서울특별시 광진구 능동로 400 보건복지행정타운 6층, 7층이다.

## 설립근거
한국국제보건의료재단법

## 주요기능 및 역할
- 이종욱 기념사업
- 보건의료관련 국제협력사업
- 개발도상국 보건의료 개발협력사업
- 이종욱 펠로우십 프로그램
- 북한 보건의료 협력사업
- 재외동포 보건의료 지원사업
- 국내거주 외국인근로자 의료 지원사업
- 해외재난 긴급구호 지원사업
- 이종욱 전 세계보건기구 사무총장 기념사업
- 의료자원 지원사업
- 민관협력사업
- 사업평가

## 기관 연혁
- 2004년 3월: (재)국제보건의료발전재단 설립
- 2005년 12월: 한국국제보건의료재단법 제정
- 2006년 8월: (재)국제보건의료발전재단 해산
- 2006년 8월: 한국국제보건의료재단 출범(초대총재 박종화)
- 2009년 1월: 기타공공기관 지정
- 2009년 5월: 세계보건기구(WHO) 이종욱공공보건기념상 제정
- 2009년 5월: 제2대 한광수 총재 취임
- 2010년 5월: 재단 영문 CI 변경(K-FIH→KOFIH), 개성공단 보건의료협력 요원 파견
- 2010년 3월: 우즈베키스탄 아리랑요양원 개원
- 2010년 5월: 라오스 해외사무소 개소
- 2012년 5월: 캄보디아 해외사무소 개소
- 2012년 6월: 제3대 이수구 총재님 취임
- 2014년 4월: 미얀마 해외사무소 개소, 필리핀 해외사무소 개소, 에티오피아 해외사무소 개소
- 2015년 6월: 제4대 인요한 총재 취임,가나 해외사무소 개소
- 2015년 7월: 우즈베키스탄 해외사무소 개소
- 2018년 8월: 우간다 해외사무소 개소
- 2018년 9월: 제5대 추무진 이사장 취임
- 2021년 3월: 베트남 해외사무소 개소
- 2021년 11월: 제6대 김창엽 이사장 취임
- 2023년 11월: 스리랑카 해외사무소 개소
- 2024년 1월: 제7대 하일수 이사장 취임

## 조직

### 이사장

#### 사무총장
- 감사실

##### 글로벌개발협력본부
- ODA사업부
- 이종욱연수부
- 평가·연구부

##### 대외협력본부
- 한민족협력사업부
- 민관협력사업부

##### 혁신경영본부
- 경영기획부
- 운영지원부

## 같이 보기
- 이종욱